# Edwin de Mercie
Pour les articles homonymes, voir Edwin.
Edwin ou Eadwine est comte de Mercie de 1062 environ à 1071, année de sa mort.

## Biographie
Fils du comte Ælfgar, Edwin est le frère aîné de Morcar et Ealdgyth. Son père meurt vers 1062, mais faute de traces écrites, il est impossible de déterminer à quel moment il lui succède comme comte de Mercie. Son frère Morcar devient comte de Northumbrie en 1065, lorsque le précédent comte, Tostig Godwinson, est chassé par ses sujets.
En 1066, Tostig envahit la Mercie, mais il est repoussé par Edwin et Morcar et doit s'enfuir en Écosse. Plus tard la même année, il revient aux côtés du roi norvégien Harald Hardrada. Harald bat Edwin et Morcar à la bataille de Fulford le 20 septembre, mais les Norvégiens sont à leur tour battus par Harold Godwinson à la bataille de Stamford Bridge, cinq jours plus tard. Après la mort de leur beau-frère Harold à Hastings, Edwin et Morcar soutiennent en premier lieu Edgar Ætheling, mais ils se soumettent à Guillaume le Conquérant avant Noël à Berkhamsted.
En 1068, Edwin et Morcar se soulèvent contre Guillaume. Leur révolte est de courte durée et prend fin lorsque le roi marche contre eux et fonde le château de Warwick. Leurs faits et gestes dans les deux années qui suivent sont inconnus ; s'ils conservent leur titre, il semble alors dépouillé de tout réel pouvoir.  
Selon le moine et chroniqueur Orderic Vital, en 1071, Guillaume enlève et enferme Morcar par peur d'une nouvelle révolte. Edwin tente alors de faire libérer son frère et de le venger. Il recherche pendant six mois une alliance avec les Écossais, les Gallois ou les Anglais contre les Normands. Cependant, trois de ses proches le trahissent au profit des Normands. Bloqué par un ruisseau, Edwin ne peut fuir et est tué. 
Le moine raconte que la nouvelle de la mort meurtrit Anglais, Normands et Français. Son assassinat fut critiqué. En réponse, Guillaume exila les traitres venus chercher leur récompense.